# Motor i a l'aire

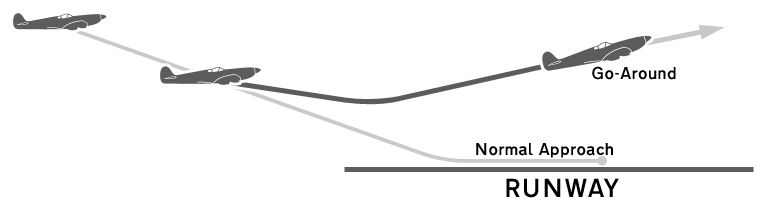
Esquema de la maniobra

Motor i a l'aire (en anglès, Go-Around) és una maniobra aeronàutica emprada per la interrupció d'emergència de l'aterratge d'un avió. Consisteix en:
- Augmentar la potència del motor (o sigui, donar gas). Això sol, ja augmenta la velocitat i, per tant la sustentació, de manera que l'avió deixa de baixar i comença a elevar-se.
- Modificar posició de l'avió i les superfícies de control per l'ascens, o sigui, elevar el morro de l'avió i recollir els flaps.
- Recollir el tren d'aterratge, en avions amb tren d'aterratge retràctil.

La decisió d'avortar l'aterratge, per la causa que sigui, pot ser ordenada pel controlador de vol o bé pot ser presa pel mateix pilot. En aquest darrer cas, s'ha de comunicar a la torre de control un cop iniciada la maniobra, si hi ha torre.